# Смендес
Смендес — перший фараон Стародавнього Єгипту з XXI династії, який правив упродовж 26 років у Танісі.

## Життєпис
З нього розпочався Третій перехідний період — період занепаду єгипетської цивілізації після її возвеличення за часів Нового царства.
Проголосив себе фараоном ще за життя останнього Рамессида з XX династії — Рамсеса XI. Був уродженцем Дельти. За Рамессидів обіймав там високі адміністративні посади. Імовірно, він легітимізував своє сходження на престол одруженням з царицею Тентамон, яка мала родинні зв'язки з попередньою династією. Спочатку правив паралельно з Герігором, верховним жерцем Амона-Ра у Фівах, який також фактично узурпував царську владу. Однак після смерті останнього Смендес об'єднав Єгипет під своєю владою, про що свідчить відреставрована ним стіна храму Тутмоса III у Луксорі.